# Peter Van Rompuy
Peter Van Rompuy (Uccle, 5 marzo 1980) è un politico belga fiammingo, membro della CD&V. È figlio di Herman Van Rompuy.

## Biografia
Peter Van Rompuy ha studiato giurisprudenza alla Katholieke Universiteit Leuven. È editorialista del settimanale Knack ed ex collaboratore del gabinetto del ministro Pieter De Crem. A partire dalla fine del 2009, è segretario internazionale per la CD&V. Nel 2007 diventa presidente provinciale di JONGCD&V per il Brabante Fiammingo.
Nel 2007 si è candidato alle elezioni parlamentari di quell'anno, nelle quali ha ottenuto 7000 voti di preferenza. Alle elezioni regionali nelle Fiandre del 2009, ottenne 10.081 voti. Nelle elezioni parlamentari del 2010, ottenne 54.949 voti, posizionandosi all'ottavo posto come candidato della CD&V al Senato. Il suo partito decise di designarlo senatore cooptato. Il 18 dicembre 2012 diventa deputato fiammingo e il suo partito lo designa senatore della comunità.
Nel 2014 si è trasferito a Beersel, dovendo in seguito rinunciare al suo mandato di consigliere comunale a Lovanio.